# استیو فورتادو
استیو فورتادو (انگلیسی: Steve Furtado؛ زادهٔ ۲۲ نوامبر ۱۹۹۴) بازیکن فوتبال اهل فرانسه است.
وی همچنین در تیم ملی فوتبال دماغه سبز بازی کرده‌است.